# 파브리스 루치니
파브리스 뤼키니(Fabrice Luchini, 1951년 11월 1일 ~ )는 프랑스의 영화배우, 텔레비전 배우, 미용사, 택배사, 연극 배우이다.
파리에서 태어났다.

## 영화
- 앨리스와 시장님 (2019년)
- 더 미스터리 오브 앙리 픽 (2019년)
- 비독: 파리의 황제 (2018년)
- 슬랙 베이: 바닷가 마을의 비밀 (2016년) - 앙드레 반 페테겜 역
- 마이 맨 (2015년)
- 사랑의 법정 (2014년)
- 마담 보바리 (2014년) - 마르탱 쥬베르 역
- 바이씨클링 위드 몰리에르 (2013년)
- 아스테릭스와 오벨릭 (2012년)
- 인 더 하우스 (2012년) - 제르망 역
- 서비스 엔트런스 - 6층의 여인 (2011년)
- 현모양처 (2010년)
- 모나코 여인 (2008년)
- 사랑을 부르는, 파리 (2008년) - 롤랭 역
- 몰리에르 (2007년)
- 장-필리프 (2006년)
- 친밀한 타인들 (2004년) - 윌리엄 역
- 낫씽 어바웃 로버트 (1999년)
- 문제없음 (1999년)
- 루치니 디트 (1998년) - 본인 역
- 보마르셰 (1996, Beaumarchais, l'insolent)
- 샤베르 대령 (1994년)
- 나무, 시장, 메디아테크 (1993년)
- 모든 일은 그것 때문에 (1993, Tout ça… pour ça !)
- 중독된 사랑 (1993년)
- 카사노바 (1992년)
- 베일 속의 여인 (1990년)
- 레네트와 미라벨의 네가지 모험 (1987년)
- 내 사랑 맥스 (1986년)
- 도둑 가족 이야기 (1986년)
- 만월의 밤 (1984년)
- 비행사의 아내 (1980년)
- 비올렛 노지에르 (1978년)
- 갈루아인 페르스발 (1978년)
- 임모럴 테일즈  (1974년)
- 클레르의 무릎 (1970년)